# 来間紘
来間 紘(くるま ひろし、1945年1月15日 - 2017年9月3日）は、日本の経営者。テレビ愛知社長を務めた。石川県出身。

## 経歴
1968年に慶應義塾大学経済学部を卒業し、同年に日本経済新聞社に入社。1999年に取締役に就任し、2001年に常務、2004年に専務、2005年に日経BP社副社長を経て、2007年6月から2011年6月までにテレビ愛知社長を務めた。
2017年9月3日、大動脈解離のために死去。72歳没。